# Lithoeciscus
Lithoeciscus is een vliegengeslacht uit de familie van de roofvliegen (Asilidae).

## Soorten
- L. carpathicus Bezzi, 1927
- L. heydenii (Loew, 1871)